# Nationals Park
Il Nationals Park è uno stadio di baseball situato a Washington. Ospita le partite casalinghe dei Washington Nationals di Major League Baseball (MLB).

## Storia
Lo stadio venne inaugurato il 22 marzo 2008 con una partita di baseball collegiale tra la George Washington University e la Saint Joseph's University. I Nationals giocarono la prima partita ufficiale nel nuovo stadio il 30 marzo 2008 contro gli Atlanta Braves, vincendo per 3-2. Come da tradizione, il presidente George W. Bush effettuò il primo lancio.
Nell'aprile 2008 Papa Benedetto XVI celebrò qui una messa alla quale parteciparono 47.000 fedeli.
Il 13 aprile 2009 il commentatore Harry Kalas fu trovato senza vita nel box riservato alla stampa.